# Liste der Naturdenkmale in Neustadt am Rübenberge
Die Liste der Naturdenkmale in Neustadt am Rübenberge nennt die Naturdenkmale in Neustadt am Rübenberge in der Region Hannover in Niedersachsen.

## Naturdenkmale
Im Gebiet der Stadt Neustadt am Rübenberge sind 27 Naturdenkmale verzeichnet.
| Bild                          | Bezeichnung                             | Ort, Lage                                             | Beschreibung | Schutzzweck                            | Nummer            |
| ----------------------------- | --------------------------------------- | ----------------------------------------------------- | --- | -------------------------------------- | ----------------- |
| BW                            | Hülsenhain                              | Metel (52° 32′ 27,2″ N, 9° 33′ 12,2″ O)               | Ilexbäume befinden sich in der Region an ihrer östlichsten Verbreitungsgrenze und sind aus wissenschaftlicher Sicht schutzwürdig. Kiefern- und Eichenwäldchen mit 70 Ilexbäumen. |                                        | ND-H 082          |
| BW                            | Kleiner Teiglbusch                      | Büren (52° 35′ 13,5″ N, 9° 30′ 24,7″ O)               | Das Feldgehölz aus über 100-jährigen Eichen hat landschaftsbildprägende Bedeutung. Da hier der Standort der Ziegelei für das Kloster Mariensee vermutet wird, ist außerdem heimatkundliche Bedeutung gegeben. |                                        | ND-H 084          |
| Fotos hochladen               | Wacholderheide                          | Helstorf (52° 35′ 12,6″ N, 9° 36′ 51,7″ O)            | Es handelt sich um eine typische von alten Wacholderbüschen bewachsene Sandheide mit bewegtem Relief, die aufgrund ihrer Seltenheit und Schönheit schutzwürdig ist. |                                        | ND-H 085          |
| BW                            | Hügel im Holzberge                      | Bevensen (52° 36′ 30,4″ N, 9° 29′ 22,6″ O)            | Es handelt sich um ein bronzezeitliches Hügelgrab, das mit zwei Eichen und neun Birken sowie Buschwerk bewachsen ist. Neben der heimatkundlichen ist auch landschaftsbildprägende Bedeutung gegeben. |                                        | ND-H 086          |
| BW                            | Stieleiche                              | Helstorf (52° 35′ 17,2″ N, 9° 35′ 12,1″ O)            | Der große Baum mit arttypischem Habitus ist aufgrund seiner Schönheit schutzwürdig und prägt das Ortsbild von Helstorf entscheidend. |                                        | ND-H 088          |
| BW                            | Seutenborn                              | Büren (52° 35′ 9″ N, 9° 28′ 26″ O)                    | Um die im Norden der Senke gelegene Quelle rankt sich eine Bürener Sage, deshalb hat die in dieser Gegend seltene Quelle eine heimatkundliche Bedeutung. Das umgebende Waldstück wurde auf einer Länge und Breite von je 100 m in den Schutz mit einbezogen. |                                        | ND-H 090          |
| BW                            | Großer Teiglbusch                       | Büren (52° 35′ 10,2″ N, 9° 30′ 19,2″ O)               | Das Feldgehölz hat außer der landschaftsbildprägenden auch heimatkundliche Bedeutung, da hier die Tonentnahmestelle für die Ziegel des Klosters Mariensee vermutet wird. |                                        | ND-H 092          |
| BW                            | Stieleiche                              | Mandelsloh (52° 36′ 34,9″ N, 9° 33′ 43,9″ O)          | Die stattliche Eiche ist aufgrund ihrer Schönheit schutzwürdig und ist prägend für die umgebende Feldflur. |                                        | ND-H 094          |
| BW                            | Kiebitzeiche                            | Niedernstöcken (52° 39′ 15,6″ N, 9° 32′ 42,7″ O)      | Die landschaftsbildprägende Eiche gehörte zu den schönsten Bäumen der Region und ist aufgrund ihrer Eigenart schutzwürdig. |                                        | ND-H 096          |
| BW                            | Stieleiche                              | Poggenhagen (52° 27′ 38,6″ N, 9° 27′ 38,9″ O)         | Die alte Eiche stellt aufgrund ihrer Schönheit eine seltene Einzelschöpfung der Natur dar und prägt darüber hinaus das Erscheinungsbild des Waldrandes. |                                        | ND-H 098          |
| BW                            | „Buschberg“                             | Borstel (52° 34′ 49,6″ N, 9° 23′ 27,7″ O)             | Der mit einem Feldgehölz bewachsene Hügel stellt in der ausgeräumten Feldflur ein seltenes, landschaftsbildprägendes Element dar. Feldgehölz mit Eichen und Rotbuchen. |                                        | ND-H 102          |
| Fotos hochladen               | Porstmoor Gagelgebüsch (Myricetum gale) | Vesbeck (52° 36′ 45,4″ N, 9° 37′ 19,7″ O)             | Auf einer kleinen Waldlichtung befindet sich ein größerer Bestand von Gagelbüschen (Porst), die aufgrund ihrer Seltenheit schutzwürdig sind. |                                        | ND-H 103          |
| mehr Fotos \| Fotos hochladen | Paul-Woldstedt-Stein                    | Mardorf (52° 29′ 56,6″ N, 9° 19′ 31,8″ O)             | Der große über 20 t schwere Stein hat eine Bedeutung für die Heimatkunde und ist aufgrund seiner Größe selten. Er ist dem Eiszeitforscher Prof. Dr. Paul Woldstedt gewidmet, der 1928 die Schneerener Berge als Teilstück des Endmoränenzuges erkannte, der sich bis zum Emsland erstreckte (Rehburger Phase). |                                        | ND-H 128          |
| BW                            | Findling sog. „Lohbergstein“            | Wulfelade (52° 34′ 42,9″ N, 9° 29′ 20,1″ O)           | Der Findling aus dem Pleistozän ist ein markanter Hinweis auf die Eiszeit im norddeutschen Raum und hat somit heimatkundliche Bedeutung. Im Nahbereich lagern weitere kleinere Findlinge in einer Gehölzgruppe. |                                        | ND-H 143          |
| BW                            | Eichengruppe                            | Esperke-Warmeloh (52° 37′ 5,6″ N, 9° 36′ 42,7″ O)     | Aufgrund ihres Alters und ihrer Größe stellt diese Eichengruppe eine seltene Schöpfung der Natur dar, die das Landschaftsbild prägt. Die Bäume befinden sich in der Zerfallsphase. |                                        | ND-H 144          |
| Fotos hochladen               | „Goliathstein“ bei Mardorf              | Mardorf (52° 29′ 34,6″ N, 9° 18′ 52″ O)               | Mit mehr als 4 m Durchmesser ist der Davidstein (die Naturschutzbehörde bezeichnet ihn als „Goliathstein“) einer der größten Findlinge der Region und aufgrund seiner Seltenheit schutzwürdig. Er wird mit dem westlich liegenden Goliathstein (dem ND „Davidstein“) im Volksmund in Verbindung gebracht. Die zuständige Naturschutzbehörde bezeichnet den Granitgneisfindling Davidstein als Naturdenkmal „Goliathstein“. Eine Informationstafel gibt ausführlich Auskunft über die geologischen und volkstümlichen Hintergründe dieses Findlings. | heimatkundliche Bedeutung              | ND-H 173          |
| Fotos hochladen               | „Davidstein“                            | Mardorf (52° 29′ 40,8″ N, 9° 19′ 53,5″ O)             | Ein relativ großes Leitgeschiebe vom Typ roter Växjö-Granit ist in der Region selten. Vom Volksmund mit dem Davidstein (dem ND „Goliathstein“) weiter östlich in Verbindung gebracht. Die zuständige Naturschutzbehörde bezeichnet den durch Sprengversuche zerkleinerten Granitfindling Goliathstein als Naturdenkmal „Davidstein“. | heimatkundliche Bedeutung              | ND-H 174          |
| BW                            | Findling westlich der Baumühle          | Baumühle (52° 36′ 46,4″ N, 9° 27′ 27″ O)              | Der am Waldrand stehende große nordische Findling besitzt Seltenheitswert für diese Region. | Seltenheit                             | ND-H 175          |
| BW                            | 2 Findlinge                             | Schneeren (52° 32′ 6,6″ N, 9° 21′ 40,2″ O)            | Es handelt sich um zwei relativ große und gut erhaltene Findlinge, von denen einer zudem eine windgeschliffene Kante aufweist. |                                        | ND-H 176          |
| BW                            | Hainbuche in Eilvese                    | Eilvese (52° 33′ 38,4″ N, 9° 24′ 41,3″ O)             | Die über 100-jährige Hainbuche bildet aufgrund früherer Schneitelungen eine breite, auseinanderklaffende Krone. Als einziges bekanntes Exemplar derartiger Größe und Wuchsform ist sie in der Region einzigartig und aufgrund dieser Seltenheit schutzwürdig. |                                        | ND-H 190          |
| BW                            | Eiche in Dinstorf                       | Brase Dinstorf (52° 38′ 2,3″ N, 9° 34′ 49,9″ O)       | Ca. 150-jährige Eiche mit schöner halbkugelförmiger Krone, die das Landschaftsbild prägt und aufgrund ihres eigenartigen Wuchses von dendrologischem Interesse ist. |                                        | ND-H 191          |
| BW                            | Findling im Bieförthmoor                | Schneeren (52° 31′ 24,9″ N, 9° 16′ 21,4″ O)           | Es handelt sich um einen der größten Findlinge in der Region, der auch aufgrund seiner Beschaffenheit eine Seltenheit darstellt. |                                        | ND-H 195          |
| BW                            | Eiche in Metel                          | Metel (52° 33′ 2,6″ N, 9° 33′ 17,4″ O)                | Eindrucksvoller vitaler Baum, der das Ortsbild in besonderer Weise prägt. |                                        | ND-H 206          |
| BW                            | Eiche in Hagen                          | Hagen im Reesenbusche (52° 34′ 17,4″ N, 9° 24′ 53″ O) | Baum an prägnanter Stelle das Landschaftsbild prägend, als Einzelbaum eine Naturschönheit. |                                        | ND-H 207          |
| BW                            | Feldahorn am Leineufer Mariensee        | Mariensee (52° 32′ 54,1″ N, 9° 29′ 57,9″ O)           | Einzelbaum von seltener Größe und besonderer Schönheit. Prägt das Landschaftsbild in der Leineaue auf besondere Weise. |                                        | ND-H 210          |
| BW                            | Findling                                | Hagen (52° 34′ 4,5″ N, 9° 25′ 30,2″ O)                | Etwa 10 t schwerer Gneis bzw. Augengneis mit cm-großen augenförmigen Feldspaten. Im Drenthe-Stadium der Saale-Kaltzeit hierher gekommen. |                                        | ND-H 257 ND-H-R 6 |
| Fotos hochladen               | Flatterulme                             | Bevensen (52° 37′ 4,7″ N, 9° 29′ 5,3″ O)              | Die etwa 130 Jahre alte Flatterulme ist wegen ihrer Größe ortsbildprägend. | Alter, Seltenheit, Eigenart, Schönheit | ND-H 261          |

## Ehemalige Naturdenkmale
Seit dem Jahr 2001 wurde der Schutz für 5 Naturdenkmale in Neustadt am Rübenberge aufgehoben.
| Bild            | Bezeichnung                    | Ort, Lage                                              | Beschreibung | Schutzzweck | Nummer   |
| --------------- | ------------------------------ | ------------------------------------------------------ | --- | ----------- | -------- |
| Fotos hochladen | Stieleiche                     | Poggenhagen (52° 28′ 3,1″ N, 9° 27′ 45,7″ O)           | Stattlicher ortsbildprägender Baum auf einem Verkehrsdreieck. Der Baum war abgängig und musste aus Gründen der Verkehrssicherungspflicht gefällt werden. |             | ND-H 087 |
| Fotos hochladen | Stieleiche                     | Mariensee (52° 33′ 33,5″ N, 9° 28′ 53,4″ O)            | Schöner stattlicher Baum. Der Baum war abgängig und musste aus Gründen der Verkehrssicherungspflicht gefällt werden. |             | ND-H 095 |
| Fotos hochladen | Stieleiche                     | Nöpke (52° 36′ 20,5″ N, 9° 23′ 52,1″ O)                | Es handelt sich um eine interessant gewachsene sechsstämmige Rotbuche, deren Erhalt als seltene Einzelschöpfung der Natur geboten ist. Im Oktober 2016 aus dem Denkmalverzeichnis gestrichen. Der seit 1988 nur noch fünfstämmige Baum musste im März 2013 gefällt werden. |             | ND-H 097 |
| Fotos hochladen | Sumpfporstbestand und Umgebung | Eilvese Blaubeerweg (52° 31′ 47,5″ N, 9° 24′ 5,4″ O)   | Historisches Foto Dies war eines der am weitesten im Westen stehenden Exemplare einer Pflanze, die erst ostwärts der Elbe beheimatet ist (150 × 100 cm). Der Schutzzweck der Flächen (Sumpfporst) ist nicht mehr vorhanden, da Bewaldung eingetreten ist.                  |             | ND-H 101 |
| Fotos hochladen | Stieleiche (Quercus robur)     | Dudensen Edelhofweg 3 (52° 36′ 0,8″ N, 9° 26′ 34,7″ O) | Die schöne, staatliche Eiche auf dem ehemaligen Edelhof war ortsbildprägend. Aus Verkehrssicherungsgründen (Pilzbefall) wurde die Stieleiche 2010 gefällt. Im Oktober 2016 aus dem Denkmalverzeichnis gestrichen.                                                          |             | ND-H 104 |